# Кантакузино, Мария
Мария Кантакузино (рум. Marie Cantacuzène, 20 июня 1820, Босанч, уезд Сучава, Герцогство Буковина — 29 августа 1898, Париж, Франция) — румынская принцесса из рода Кантакузены, супруга и натурщица Пьера Пюви де Шаванна.

## Биография
Родилась 20 июля 1820 года в коммуне Босанч, уезд Сучава, Герцогство Буковина. Старшая из трех детей принца Николаса Кантакузино, казначея Молдовы, и принцессы Пульхерии Стурдза. Получила католическое образование в либеральной франкофильской среде и свободно общалась на французском. В 1836 году в возрасте 16 лет вышла замуж за молдавского боярина Георге Стратулата, но они быстро расстались. Позже она вышла за своего кузена Александру Кантакузино, который служил министром в Румынии. Они тоже разошлись, но не разводились.
Сторонница прогрессивных идей, Мария была близким другом революционера Николае Бэлческу, поэта и дипломата Василе Александри. С 1850 года она жила со своим отцом между Парижом и Биарриц. В 1854 году брат Марии Василе познакомил ее с Теодором Шассерио, с которым она имела бурные отношения за два года до смерти художника. Шассерио хорошо знал отца Марии, и нарисовал несколько ее портретов.
Мария познакомилась с Пьером Пюви де Шаванном в мастерской Шассерио. Их отношения завязываются около 1856 года и длились более 40 лет, но поженились они только 21 июля 1898 года незадолго до свой смерти. Мария часто позировала для художника, она изображена на многих его картинах и этюдах. Она оказала большое влияние на Шаванна, став его компаньоном, вдохновителем.